# Eupithecia calientes
Eupithecia calientes es una especie de polilla de la familia Geometridae. La especie fue descrita por primera vez por András Mátyás Vojnits habiendo sido descrita en 1992, con distribución en la Región del Biobío, Chile. El holotipo de la especie fue descrita en el parque nacional Puyehue, en los límites de Aguas Calientes (de donde la especie obtiene su nombre) a una altura aproximada de 600 metros (1968,5 pies).